# Антарктида во время Второй мировой войны

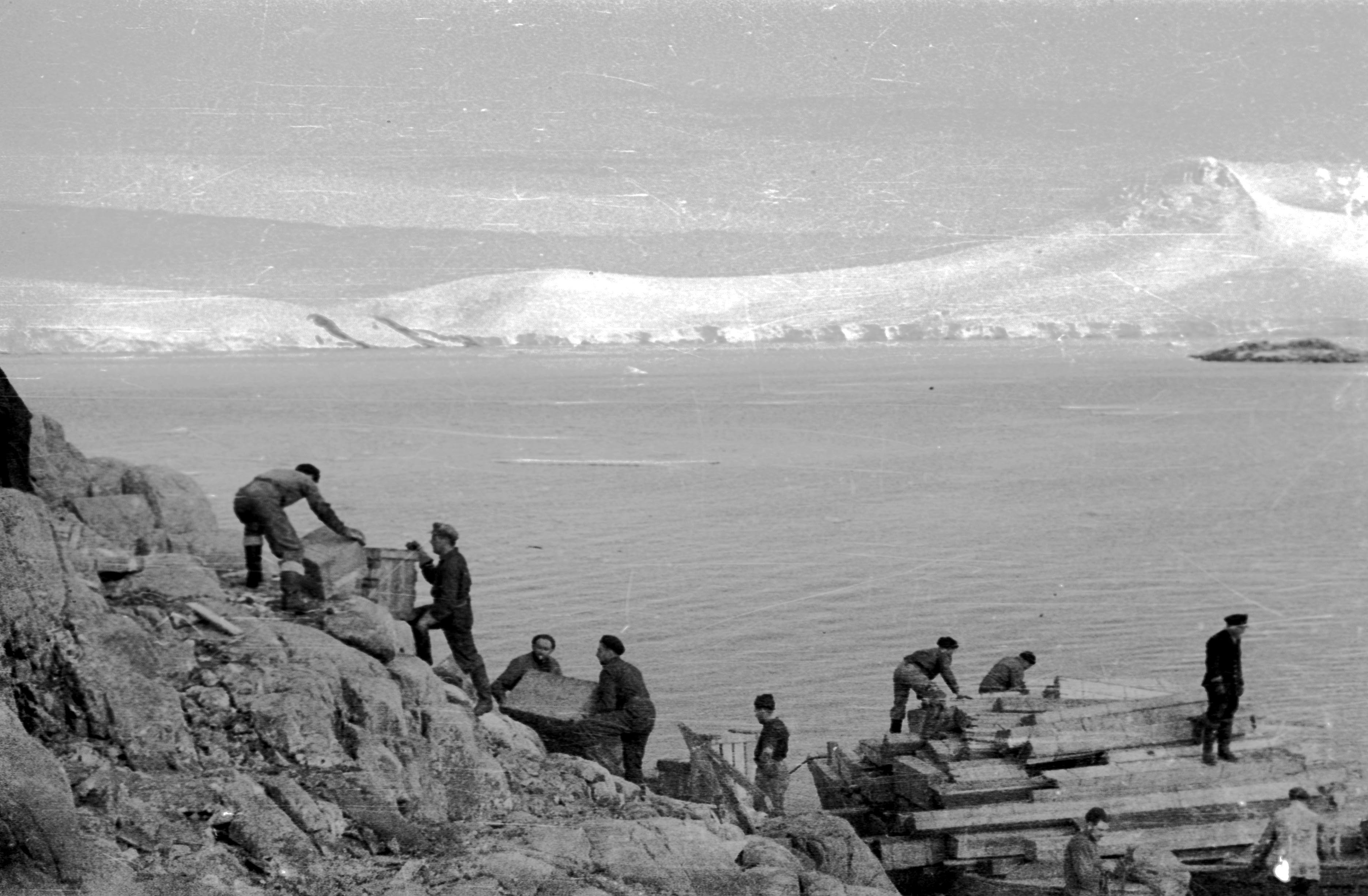
Персонал операции «Табарин» выгружает припасы в Порт-Локрой, 1944 год.

Международные конфликты распространились на континент Антарктида во время Второй Мировой войны, хотя в регионе не было боевых действий. В преддверии войны нацистская Германия организовала Третью немецкую антарктическую экспедицию 1938 года, чтобы упредить претензии Норвегии на Землю Королевы Мод. Экспедиция послужила основанием для нового немецкого притязания, названного Новой Швабией. Год спустя Антарктическая экспедиция Соединенных Штатов создала две базы, которые проработали два года, прежде чем были заброшены. В ответ на эти посягательства и воспользовавшись беспорядками в Европе во время войны, соседние страны Чили и Аргентина выдвинули свои собственные претензии. В 1940 году Чили провозгласила чилийскую антарктическую территорию в районах, на которые уже претендовала Великобритания, а Аргентина провозгласила аргентинскую Антарктиду в 1943 году на перекрывающейся территории.
В ответ на действия Германии, Чили, Аргентины и США Великобритания начала операцию «Табарин» в 1943 году. Его цель состояла в том, чтобы установить постоянное присутствие и утвердить претензии Великобритании на зависимые территории Фолклендских островов, а также запретить использование района Кригсмарине, который, как известно, использовал отдаленные острова в качестве точек встречи. Были также опасения, что Япония может попытаться захватить Фолклендские острова . Экспедиция под командованием лейтенанта Джеймса Марра покинула Фолкленды 29 января 1944 года. Базы создавались на острове Десепшен, на побережье Земли Грэма и в заливе Хоуп. Исследования, начатые операцией «Табарин», продолжались и в последующие годы, в конечном итоге превратившись в Британскую антарктическую службу.
В послевоенный период продолжалась конкуренция между державами-претендентами на Антарктиду, а также США и Советским Союзом. В конце 1950-х годов это соревнование уступило место международным рамкам сотрудничества с Международным геофизическим годом и Договором об Антарктике.

## Третья немецкая антарктическая экспедиция и Новая Швабия (1938–1939 гг.)

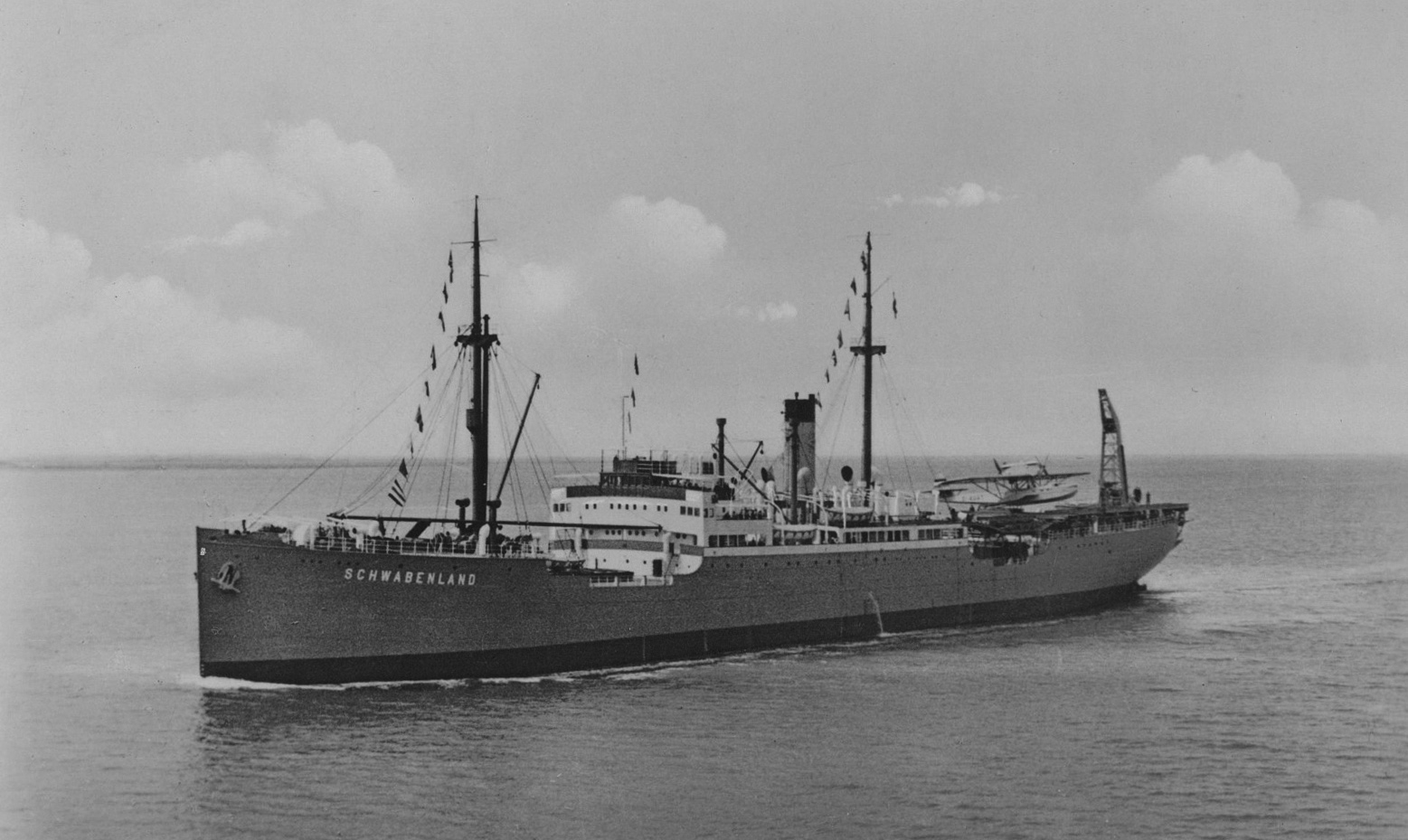
MS Schwabenland, около 1938 г.

Новая Швабия была территорией земли, на которую претендовала нацистская Германия в рамках претензий норвежской Земли Королевы Мод. Он был исследован в 1939 году экипажем MS <i id="mwQw">Schwabenland</i> Третьей немецкой антарктической экспедиции, которая 17 декабря 1938 года тайно отправилась в путь из Гамбурга с целью создания немецкой китобойной базы в Антарктиде для недавно созданного немецкого китобойного флота. Это было частью попытки Гитлера создать производство жира из сырья, такого как китовый жир, и предотвратить зависимость от импорта жира из Норвегии. Экспедицию возглавил капитан Альфред Ричер, имевший предыдущий опыт полярных экспедиций. Корабль прибыл на побережье Принцессы Марты 19 января 1939 года, где вскоре после того, как команда построила временную базу, начались исследования. Они установили немецкие флаги на береговой линии и обследовали территорию, где они зафиксировали оговорки о претензиях в важных местах вдоль побережья. MS Schwabenland взял с собой два гидросамолета Dornier Wal, которые совершили пятнадцать полетов с фотосъемкой и сделали 16 000 аэрофотоснимков района Нойшвабенланд. После того, как экспедиция покинула Антарктиду 6 февраля 1939 года, они вернулись в Гамбург 11 апреля 1939 года. Нацистская Германия никогда не создавала никаких постоянных поселений в Антарктиде и утратила свои права на территорию Новой Швабии в 1945 году после поражения во Второй мировой войне.

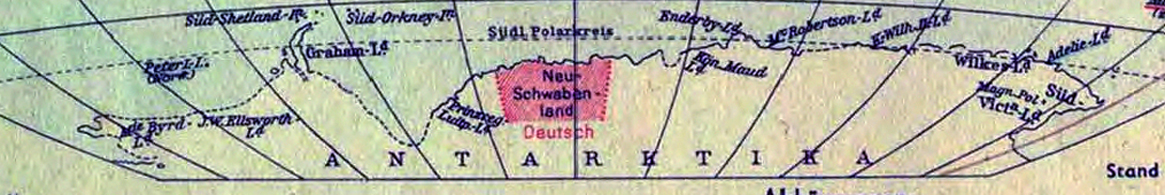
Немецкая карта района Нойшвабенланд (1941 г.)

## Экспедиция антарктической службы США (1939–1941 гг.)
Экспедиция антарктической службы Соединенных Штатов была первой антарктической экспедицией, финансируемой государством после Исследовательской экспедиции Соединенных Штатов (1838-1842 гг.), и ее возглавлял Ричард Э. Берд, известный полярный исследователь, известный своими предыдущими антарктическими экспедициями. Третья немецкая антарктическая экспедиция (1938-1939 гг.) вызвала у правительства США чувство неотложности создания постоянного поселения в Антарктиде. По заказу президента Франклина Д. Рузвельта в 1939 году Ричард. Э. Берд поставил большую часть оборудования, предназначенного для использования в запланированной им экспедиции, финансируемой из частных источников. Экспедиция была спланирована наспех, и Берду дали на планирование всего 4 месяца. Экспедиция началась в конце 1939 года, когда 125 человек отправились на кораблях Bear of Oakland  и USMS North Star. Согласно приказу Рузвельта от 25 ноября 1939 года, цель экспедиции состояла в том, чтобы построить и поддерживать две базы: Западную базу возле Земли короля Эдуарда VII и Восточную базу возле острова Шарко. Им также было поручено составить карту особенностей острова Херд, а также района Джеймса У. Эллсуорта и Мари Берд, а также береговой линии меридианов между 72 градусами и 148 градусами западной долготы. Команде удалось построить как Восточную базу, так и Западную базу, причем Восточная база снова использовалась во время антарктической исследовательской экспедиции Ронне .

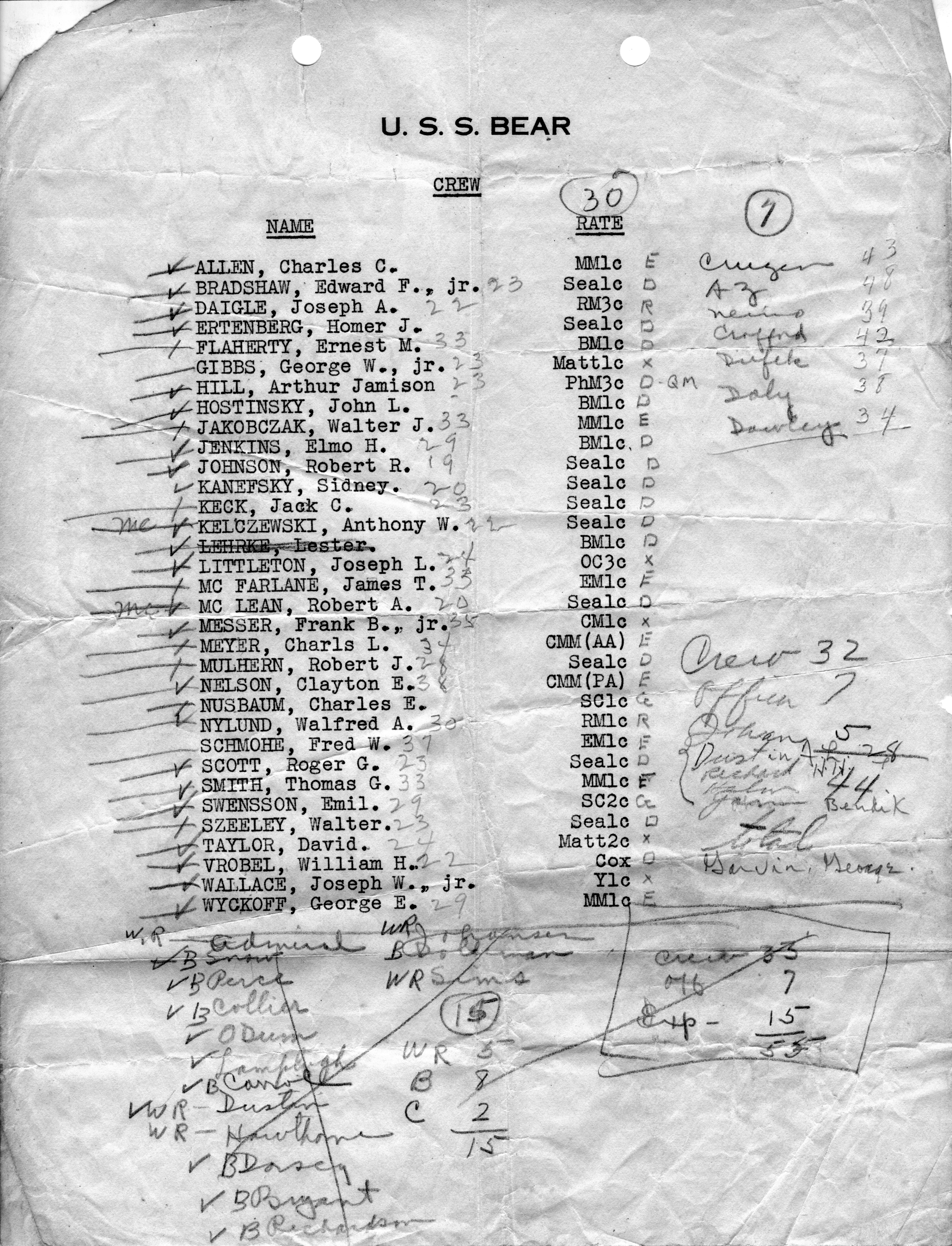
Список членов экипажа Bear of Oakland для экспедиции 1939-1941 годов под руководством Ричарда Э. Берда

Команда привезла с собой недавно спроектированный Antarctic Snow Cruiser с гладкими шинами без гусеницы, из-за чего ему было трудно сцепляться со льдом Антарктики. Из-за этой проблемы и постоянного ремонта и обслуживания шин автомобиль был брошен при эвакуации экспедиционной группы. Он был найден спустя годы во время операции Highjump и еще раз в 1958 году. В настоящее время подозревают, что он был потерян в море или погребен под насыпями льда и снега. Экипаж миссии, в который входили Ричард Блэк и Пол Сайпл, провел множество экспериментов и наблюдений, включая сбор образцов растений, водорослей и лишайников. Миссия привела к лучшему пониманию полярной науки. В связи с разгоранием Второй мировой войны правительство США сочло целесообразным эвакуировать две базы. Западная база была очищена 1 февраля 1941 года, а Восточная база последовала за ней 22 марта 1941 года. Корабли USMS North star и Bear of Oakland прибыли 5 мая 1941 г. и 18 мая 1941 г. соответственно.

## Немецкие тихоокеанские торговые рейдеры (1940–1943)
Во время Второй мировой войны нацистская Германия построила торговый флот из вспомогательных торговых крейсеров, предназначенных для плавания через Тихий океан и нарушения судоходства союзников. Главной целью этих рейдеров было уничтожение и захват кораблей противника. Немцы построили 9 торговых судов, которые были переоборудованы в вооруженные рейдеры с 5,9-дюймовыми орудиями и торпедными аппаратами. Их часто маскировали под нейтральные суда.
В то время как корабли в основном проводили время в более теплых водах у Азии, многие заходили в более холодные воды. Например, «Атлантис» остановился на островах Кергелен в декабре 1940 года, чтобы отдохнуть и пополнить запасы воды и еды. Корабль понес свою первую аварию во время войны, когда он потерял Бернхарда Херрманна после аварии в канун Рождества. Многие рейдеры использовали острова как остановку для смены маскировки и дозаправки. Крейсер «Пингвин» захватил флот норвежских рыбаков 14 января 1941 года у Южной Георгии.
Немецкое присутствие в Тихом океане сокращалось до тех пор, пока последний корабль не был потоплен или захвачен в середине 1940-х годов.

## Аргентинские экспедиции (1942 и 1943 гг.)
Аргентина провела две экспедиции во время Второй мировой войны. Первый произошел в конце 1942 г., второй — в феврале 1943 г.

### Экспедиция 1942 г.
Первая экспедиция состоялась в 1942 году, когда корабль Primero De Mayo под командованием Альберто Дж. Оддера приземлился на острове Десепшн, где проводились исследования. После осмотра экипаж экспедиции установил флаг, подтверждающий принадлежность территории Аргентине.

### Экспедиция 1943 г.
Экспедиция 1943 года состоялась в феврале после уничтожения флага предыдущей экспедиции кораблем MV Carnarvon Castle. Экспедиция прошла без особых событий, за исключением фотосъемки района Порт-Локрой.

## Операция «Табарин» (1943—1946 гг.)

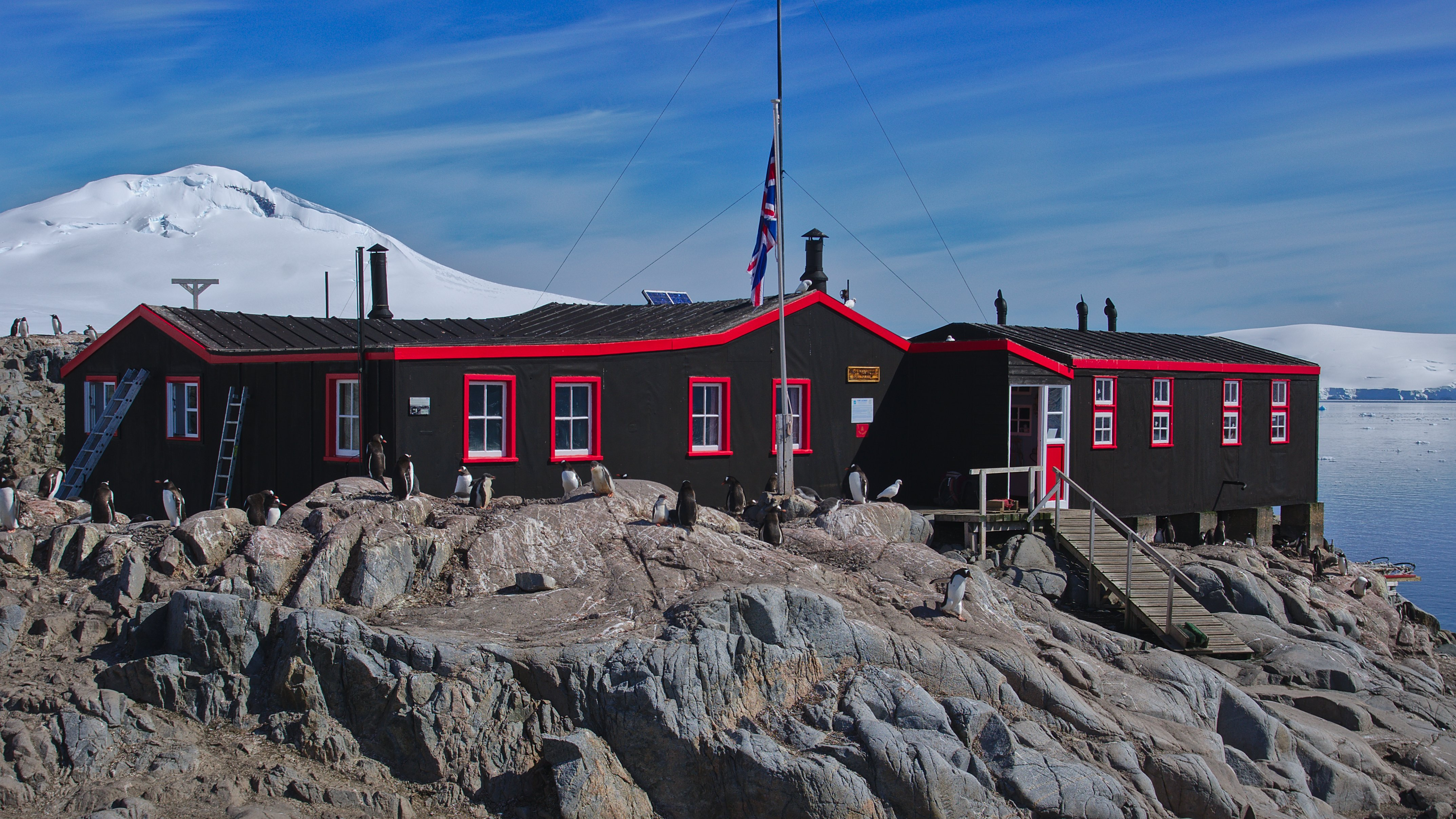
Станция А, Порт-Локрой. В настоящее время сохранен как музей.

Операция «Табарин» была секретной миссией, предпринятой британцами, которая началась в 1943 году и закончилась в 1946 году. Его первоначальной целью было создание баз на Земле Грэма, но лейтенант-коммандер Джеймс Марр с помощью Комитета по открытию решил расширить его возможности для съемки и других научных исследований. Это началось с предлога поиска в морях Антарктиды нацистских подводных лодок и других угроз немецкому[что?] судоходству, но на самом деле было прикрытием для строительства баз на спорной территории, на которую претендовала Аргентина. Во главе с Джеймсом Марром, имевшим предыдущий полярный опыт, группа миссии высадилась в Порт-Фостер, остров Десепшн, 6 февраля 1944 года после отплытия из Эйвонмута 14 декабря 1943 года. На полпути экспедиция сменила корабли на «Фицрой» и «Уильям Скорсби» под командованием Виктора Маркези. При приземлении они не обнаружили присутствия аргентинцев, за исключением топливного бака с нарисованным аргентинским флагом. Они быстро разбили лагерь на старой норвежской китобойной станции, подняв флаг Союза, и оборудовали базу B в качестве научной станции.
Остальная часть экспедиционной группы отправилась в залив Хоуп для создания базы А 7 февраля 1944 года. Из-за тяжелых погодных условий «Фицрой» и «Уильям Скорсби» ушли 10 февраля 1944 года и разбили лагерь в Порт-Локрой. Два корабля отправились на Фолкленды после завершения строительства главной хижины в Порт-Локрой 17 февраля 1944 года. Почтовое отделение было завершено 23 марта 1944 года после того, как «Уильям Скорсби» вернулся с большей командой, хотя позже оно сгорело 23 апреля 1944 года. Исследовательские работы начались в мае, вскоре после того, как мир узнал о существовании экспедиции. Эльке Маккензи Лэмб, ведущий ученый в команде, собрал образцы лишайников, червей, морских ежей и губок.
В феврале 1945 года «Фицрой», «Уильям Скорсби» и «Игл» прибыли на станции А и В с дополнительными учеными. Оказавшись там, экипаж и оборудование были загружены на «Фицрой» и «Уильям Скорсби» и отправлены в Хоуп-Бей для строительства станции D, в то время как другие, отправленные на остров Стонингтон, чтобы начать работу на станции E, были перемещены на «Игл». Строительство станции E было прекращено после того, как 7 февраля Джеймс Марр ушел в отставку по состоянию здоровья. Его преемник Эндрю Тейлор переключил внимание на станцию D в Сил-Пойнт, где база была завершена 20 марта 1945 года. Построив хижину на острове Коронейшен, британцы посетили аргентинскую метеорологическую базу на острове Лори. Британцы начали три санные экспедиции на более мелкие острова в этом районе, такие как мыс Дузе и остров Вортекс, начиная с августа 1945 года и заканчивая в декабре 1945 года, когда команда в последний раз вернулась на станцию D. Команда вернулась с образцами горных пород, лишайников, окаменелостей, научными данными и улучшениями карт. Экспедиция завершилась в начале 1946 г., когда 14 января 1946 г. начался отъезд экипажа, и завершилась 11 февраля 1946 г., когда все военные члены экипажа отправились домой. Миссия привела к расширению британских земельных притязаний на континенте и дальнейшим научным исследованиям. Станция А в Порт-Локрой теперь сохранена как музей. За операцией «Табарин» последовало обследование зависимостей Фолклендских островов.

## Секретный нацистский бункер
На протяжении многих лет ходили слухи о скрытой немецкой базе в Антарктике, основанные на теориях беглых нацистских лидеров и появлении подводной лодки в июле 1945 года. Теория была выдвинута венгром Ладиславом Сабо, который изложил идею в 1947 году. Многие известные ученые, такие как Колин Саммерхейс, опровергли эти теории в рецензируемых статьях. С помощью рассекреченных документов они доказывают, что нацистский режим присутствовал в Антарктиде всего месяц в 1939 году в рамках простой геодезической экспедиции, у которой осталось мало времени для строительства во льдах сооружения размером с город.